# Eluned Morgan
Mair Eluned Morgan, Baronesa Morgan de Ely (Cardiff, 16 de fevereiro de 1967), é uma política galesa que serve como Primeira-Ministra do País de Gales e Líder do Partido Trabalhista Galês desde 2024 sob o rei Carlos III do Reino Unido. Morgan é a primeira pessoa do sexo feminino a ocupar o cargo de Primeira-Ministra, bem como a primeira membro da Câmara dos Lordes a ocupá-lo. Anteriormente, ela atuou como Secretária do Gabinete de Saúde e Assistência Social no Governo Galês de 2021 a 2024.  
Morgan é membro da Câmara dos Lordes desde 2011, membro do Senedd (MS) desde 2016 e foi membro do Parlamento Europeu (MEP) de 1994 a 2009. Ela é falante de galês e foi Ministra da Língua Galesa de 2017 a 2021. Ela também atuou como Ministra da Saúde Mental e Bem-Estar de 2020 a 2021.